# NGC 2063
NGC 2063 — группа звёзд в созвездии Орион.
Этот объект входит в число перечисленных в оригинальной редакции «Нового общего каталога».
Координаты Уильяма Гершеля указывают на группу из 7-8 слабых звёзд, но к юго-юго-востоку есть более крупное скопление с более яркими звёздами, и, скорее всего, оно и является NGC 2063.